# Striga angolensis
Striga angolensis là loài thực vật có hoa thuộc họ Cỏ chổi. Loài này được K.I.Mohamed & Musselman miêu tả khoa học đầu tiên năm 1997.